# Der Geier (Fernsehreihe)

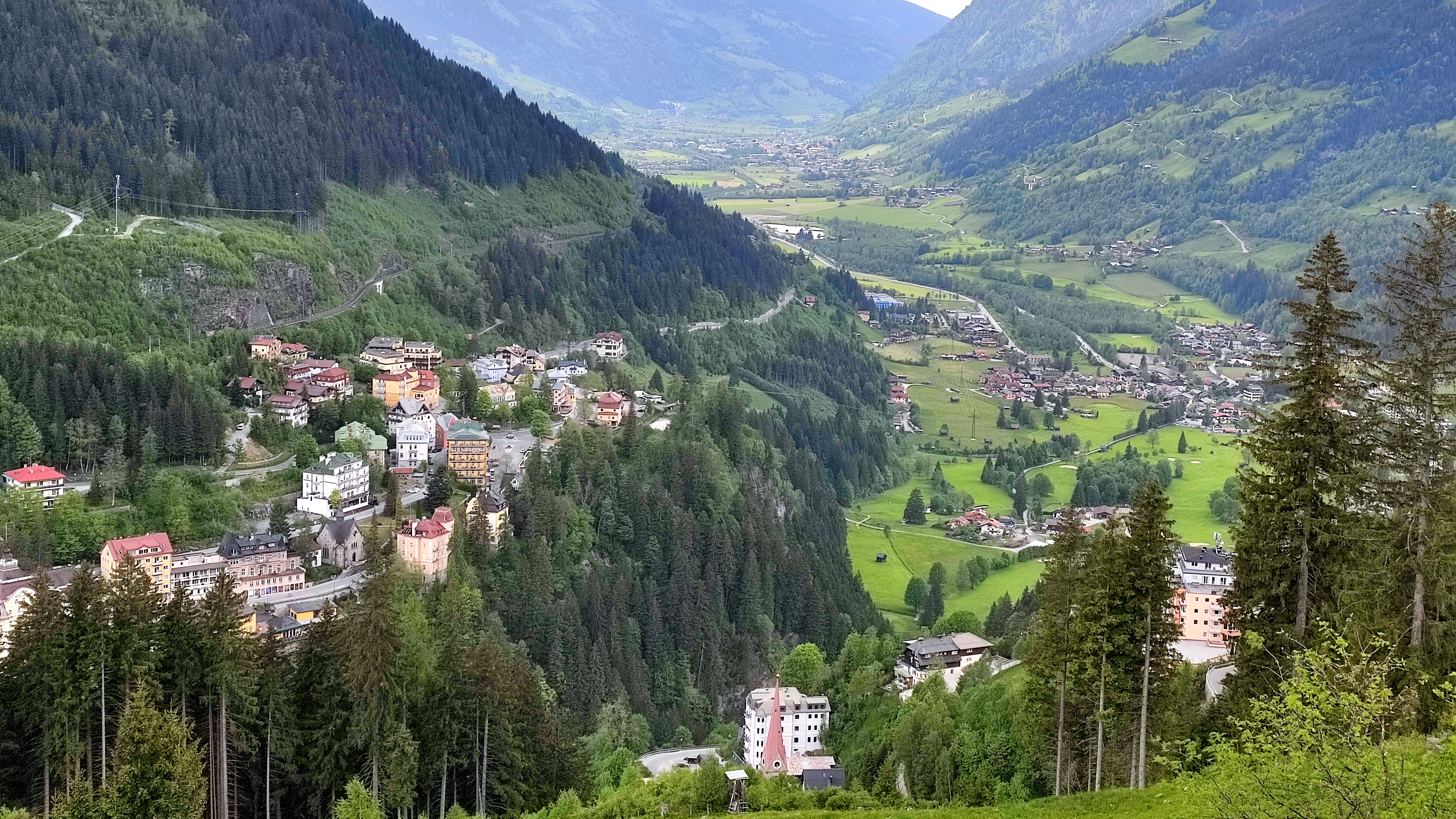
Bad Gastein

Der Geier ist eine deutsch-österreichische Kriminalfilmreihe, die seit 2023 von Network Movie und Graf Film von den Produzentinnen Bernadette Schugg, Livia Graf-Bechler und Produzent Klaus Graf im Auftrag des ZDF in Zusammenarbeit mit dem ORF produziert wird. Die Dreharbeiten finden in Bad Gastein und Umgebung und in Wien statt. Die Hauptrolle spielt Philipp Hochmair.

## Handlung
Lukas Geier ist ein ehemaliger Kriminalkommissar aus München, der freiwillig aus dem Dienst geschieden ist und nun ein erfolgreicher Musiker ist, nachdem er durch Zufall mit einem großen Hit durch die internationalen Charts gegangen ist. Um mit seinem alten Leben abzuschließen – in dem er dafür zuständig war, neue Identitäten im Zeugenschutzprogramm zu schaffen – wählt er Bad Gastein als neuen Wohnort aus, den er bereits aus seiner Kindheit und Jugend gut kennt. Außerdem verbindet ihn eine – seit damals andauernde – enge Freundschaft mit Lara Schnee, der attraktiven Besitzerin eines schönen Hotels in der Gegend. Geier selbst bewohnt ein altes, abseits gelegenes Haus hoch über dem Gasteiner Tal, das nur über einen unbefestigten Pfad zu erreichen ist.
Er will mit seinem alten Leben nichts mehr zu tun haben, da er sich fortlaufend mit großen menschlichen Dramen konfrontiert sah, fühlt sich aber immer noch für die Menschen verantwortlich, die er aus ihren alten Leben reißen musste, indem er ihnen neue Identitäten verschaffen hat. 
Nachdem er nun einige Jahre als erfolgreicher Musiker gelebt hat, holt ihn in den einzelnen Fällen sein altes Leben ein.

## Hintergrund
Die Drehbücher der ersten beiden Filme sind an die Lago-Maggiore-Krimis Tutto Bene und Buona Notte der Brüder Andreas Lebert und Stephan Lebert angelehnt, die sie unter dem Pseudonym Andrea di Stefano veröffentlicht haben.

## Folgen
| Folge | Titel                           | Erstausstrahlung ORF | Einschaltquote ORF | Erstausstrahlung ZDF | Einschaltquote ZDF    |
| ----- | ------------------------------- | -------------------- | ------------------ | -------------------- | --------------------- |
| 1     | Die Tote mit dem falschen Leben | 7. Sep. 2024         | 664.000 (33 % MA)  | 16. Sep. 2024        | 5,74 Mio. (23,2 % MA) |
| 2     | Freund oder Feind               |                      |                    | 22. Sep. 2025        |                       |